# Предвиђеност у закону
Предвиђеност у закону неке радње, односно људског понашања као кривичног дела значи остварење битних елемената законског описа неког кривичног дела.
Елеменат предвиђености у закону (законски опис кривичног дела) се пре свега везује за појам бића кривичног дела. Осим остварености битних елемената бића кривичног дела, предвиђеност у закону обухвата и услове кажњивости. Биће кривичног дела и услови кажњивости заједно чине законски опис неког кривичног дела, те представљају формалну страну предвиђености у закону. Оствареност елемената законског описа кривичног дела омогућава да се пређе у фазу утврђивања противправности (тачније, противправност се претпоставља, а дозвољено је утврђивати да, у конкретном случају, постоји неки основа искључења противправности), а на крају и постојања кривице.
Предвиђеност у закону, поред законског описа кривичног дела као формалне стране, има и своју суштинску, материјалну страну, код које је централно питање зашто је одређено понашање предвиђено у закону као кривично дело, односно које је то његово својство због којег оно заслужује да буде предвиђено као кривично дело, а што представља његову друштвену опасност. Управо друштвена опасност неког понашања јесте његова главна карактеристика због које је оно у закону предвиђено као кривично дело.